# Lawful Drug
Lawful Drug (合法 ドラッグ?, Gōhō Doraggu, Gōhō Drug) è un manga shōjo creato dalle CLAMP, serializzato in dal 2001 al 2003 e raccolto in tre volumi. Nel novembre 2011 la CLAMP hanno ripreso la serializzazione su una nuova rivista, Young Ace, proponendo il titolo Drug & Drop (ドラッグ＆ドロップ?, Doraggu & Doroppu).
In Italia i primi tre volumi sono stati pubblicati dalla Star Comics con il titolo Lawful Drugstore nel 2004, e in seguito ripubblicati con nel 2014 con il titolo più fedele all'originale Lawful Drug. Dal febbraio 2015 è iniziata la pubblicazione della continuazione della serie con il titolo Drug & Drop.
I personaggi principali sono stati animati per la prima volta in CLAMP in Wonderland 2 e successivamente nell'anime xxxHOLiC, in cui appaiono brevemente.

## Trama
La storia è incentrata su due figure principali, Kazahaya Kudo e Rikuo Himura, coinquilini e colleghi nella farmacia Drugstore Midori (みどり薬局?, Midori yakkyoku), gestita dal proprietario Kakei Midori con la collaborazione dell'amico Saiga, con il quale è legato da un rapporto molto particolare.
I due protagonisti posseggono delle abilità innate che permettono loro di arrotondare lo stipendio risolvendo i casi che Kakei gli affida. Kazahaya possiede il potere della psicometria: toccando gli oggetti può risalire direttamente alla fonte principale dell'ultimo pensiero della persona che lo ha toccato ed è inoltre capace di ricostruire il passato delle persone con cui entra in contatto; Rikuo riesce invece a spostare ed a rompere con la telecinesi oggetti non eccessivamente grandi.

## Personaggi
Kazahaya Kudo (栩堂 風疾?, Kudō Kazahaya)
È un ragazzo di 17 anni, protagonista della serie. Ha passato la sua infanzia con sua sorella gemella Kei in una setta, ma è stato costretto a scappare e lasciare sua sorella da sola per evitare la morte. All'inizio della storia viene salvato da Rikuo, che lo porta al Drugstore Midori per assistenza.
Da allora ha iniziato a lavorare alla farmacia come aiutate, e saltuariamente aiuta il proprietario Kakei in lavori "paranormali" in cambio di una paga extra. Kazahaya possiede infatti alcune capacità extrasensoriali: psicometria, cioè vedere i ricordi legati ad un luogo o ad un oggetto semplicemente toccandolo; empatia, come assorbimento delle emozioni e dei ricordi altrui; olfatto e vista molto sviluppate, per cui viene spesso paragonato ad un gatto.
È inoltre un parente di Shuichiro Kudo, personaggio di Wish.
Rikuo Himura (火群 陸王?, Himura Rikuō)
Secondo protagonista della serie, ha 17 anni come Kazahaya e attualmente è il suo collega alla farmacia e il suo compagno di stanza. Anche il suo passato è legato a quello di una donna, Tsukiko, sua sorella maggiore che è misteriosamente scomparsa.
Rikuo ha il potere della telecinesi che utilizza spesso per rompere oggetti come rami o lucchetti. Dei due è il ragazzo più calmo e silenzioso, e anche più mascolino, anche se mangia spesso dolciumi e cioccolato, considerato nella cultura giapponese un tratto femminile.
Kakei (花蛍?)
Oltre che essere il proprietario della farmacia, Kakei ha un potere di preveggenza che lo aiuta ad organizzare delle missioni per Kazahaya e Rikuo. La ragione per cui ha aperto la farmacia è proteggere Kazahaya e le persone a lui caro.
Viene in seguito rivelato che Kakei è in realtà Hisui (翡翠?), arcangelo del vento di Wish.
Saiga (斎峨?)
Saiga è il partner di Kakei, caratterizzato da un paio di occhiali da sole neri che non si toglie mai. Anche se i suoi poteri non vengono mai resi espliciti, viene detto che è molto bravo a trovare le cose e sta aiutando Rikuo a trovare Tsukiko. È anche bravo nei lavori di casa, come cucire e cucinare.
Viene inoltre rivelato che Saiga è Kokuyo (黒燿?) di Wish, figlio di Satana, bandito sulla Terra insieme a Hisui a causa della loro relazione.
Kei Kudō (栩堂 炯?, Kudō Kei)
Kei è la sorella gemella di Kazahaya, che possiede il potere di vedere il futuro degli oggetti o delle persone che tocca, mentre il fratello di vedere il passato. I due sono stati cresciuti all'interno di una setta, Moon Boat, che li sfruttava per aiutare i clienti che venivano a visitarli, ma non hanno mai avuto figure di riferimento a parte loro stessi. Un giorno Kei venne rapita da alcuni uomini e riuscì a tornare alla setta solo dopo un mese, uccidendo le persone che l'avevano rapita perché la stavano tenendo lontana da Kazahaya. Da allora la sua personalità è cambiata, diventando più cupe e mostrando segni di malvagità, fino a quando gli anziani della setta decisero di uccidere uno dei due fratelli per paura di una rivolta. Per salvare sé stesso, visto che il potere della sorella era più utile del suo e sarebbe stata sicuramente risparmiata, Kazahaya scappò.
Tsukiko Himura (火群 月湖?, Himura Tsukiko)
Tsukiko è la sorella maggiore di Rikuo, scomparsa dopo che quest'ultimo ha trovato la sua stanza imbratta di sangue. È apparsa nei sogni di Kazahaya, indicando che possiede l'abilità di entrare nel mondo dei sogni a piacimento.

## Sviluppo
Lawful Drug è il quarto manga illustrato principalmente da Tsubaki Nekoi, dopo Chobits, Angelic Layer e Wish. Il titolo Gōhō Drug (合法 ドラッグ?, Gōhō Doraggu) è stato scelto perché lasciava intendere qualcosa di proibito, anche se l'editore della rivista inizialmente si oppose a questa scelta. La traduzione letterale in inglese è "legal drug" ("droga legale") e non "lawful drug" ("droga lecita"), anche se le CLAMP preferiscono quest'ultima.
L'ispirazione che ha dato origine allo stile dei personaggi è da ricercarsi nella cultura underground, in particolare il proibito, il bondage, i tatuaggi e accessori maschili come orecchini, ciondoli e piercing, elementi sempre piaciuti a Nekoi. Inoltre la decisione di inserire nell'opera un cast quasi interamente maschile deriva sempre dalla sua storia editoriale, visto che la disegnatrice nelle sue opere precedenti aveva lavorato con molti personaggi femminili e molti personaggi asessuati ma con sembianze femminili (come gli angeli di Wish o i robot di Chobits e Angelic Layer). Le CLAMP la vedono come una specie di Miyuki nel paese delle meraviglie, famosa per il suo cast interamente femminile, ma al contrario.
Per le pagine colorate del manga le CLAMP utilizzarono un software per la colorazione; anche se all'inizio erano contrarie, decisero di imparare ad utilizzarlo per non rimanere indietro con la tecnologia grafica. Come istruttori ebbero Katsuya Terada, Takeshi Okazaki e il regista Kazuo Yamazaki.

### Crossover
Lawful Drug e Drug & Drop sono ambientati nello stesso mondo di xxxHOLiC, Wish, Mi piaci perché mi piaci e Kobato., altre opere scritte dalle CLAMP: dopo essere apparsi in entrambe le stagioni dell'anime xxxHOLiC, Kazahaya e Rikuo si recano al negozio di Watanuki, il quale rivela che il vaso che avevano recuperato nel secondo volume di Lawful Drug era stato consegnato Yuko; Kohaku di Wish incontra Kazahaya, e in seguito viene rivelato che Saiga e Kakei sono in realtà Kokuyo e Hisui; Hinata e Shiro di Mi piaci perché mi piaci compaiono nel secondo volume di Lawful Drug; In Kobato. possono essere visti Kakei, Kazahaya e Rikuo.

## Manga

### Lawful Drug
Il manga è stato inizialmente pubblicato sulla rivista Shōjo Teikoku della Kadokawa Shoten, fino alla chiusura di esso nell'ottobre 2001; è poi passato a Mystery DX, ma gli editori di quest'ultima decisero di dare un altro taglio alla rivista e bloccarono la pubblicazione di Lawful Drug.
In Italia i tre volumi sono stati pubblicati nel 2004 sulla testata Point Break della Star Comics con il titolo Lawful Drugstore; nel 2014, in concomitanza con l'uscita del seguito, i tre volumi sono stati ripubblicati sulla testata Kappa Extra con il titolo più fedele Lawful Drug.
| Nº | Titolo italiano Giapponese 「Kanji」 - Rōmaji                        | Data di prima pubblicazione          | Data di prima pubblicazione       |
| Nº | Titolo italiano Giapponese 「Kanji」 - Rōmaji                        | Giapponese                           | Italiano                          |
| 1  | Lawful Drugstore 1 / Lawful Drug 1 「合法 ドラッグ 1」 - Gōhō Drug 1 | 1º giugno 2001 ISBN 9784048533416    | 10 maggio 2004 9 ottobre 2014     |
| 1  | Lawful Drugstore 2 / Lawful Drug 2 「合法 ドラッグ 2」 - Gōhō Drug 2 | 1º luglio 2002 ISBN 9784048535199    | 9 luglio 2004 13 novembre 2014    |
| 1  | Lawful Drugstore 3 / Lawful Drug 3 「合法 ドラッグ 3」 - Gōhō Drug 3 | 1º settembre 2003 ISBN 9784048536684 | 6 settembre 2004 11 dicembre 2014 |

### Drug & Drop

Copertina del primo volume dell'edizione italiana

Dopo otto anni dall'ultima pubblicazione di Legal Drug, le CLAMP hanno reiniziato la serializzazione del manga sotto forma di sequel, proponendo un nuovo titolo, Drug & Drop. La pubblicazione è avvenuta sulla rivista  Young Ace, sempre della Kadokawa Shoten, ma con un target seinen, quindi per un pubblico maschile adulto.
In Italia i volumi sono pubblicati dalla Star Comics sulla testata Kappa Extra a partire dal 2015.
| Nº | Titolo italiano Giapponese 「Kanji」 - Rōmaji               | Data di prima pubblicazione         | Data di prima pubblicazione |
| Nº | Titolo italiano Giapponese 「Kanji」 - Rōmaji               | Giapponese                          | Italiano                    |
| 1  | Drug & Drop 1 「ドラッグ&ドロップ 1」 - Doraggu & Doroppu 1 | 1º febbraio 2013 ISBN 9784041204870 | 12 febbraio 2015            |
| 1  | Drug & Drop 2 「ドラッグ&ドロップ 2」 - Doraggu & Doroppu 2 | 23 ottobre 2013 ISBN 9784041208724  | 8 aprile 2015               |